# Szaloniki metró
A Szaloniki metró (görög nyelven: Μετρό Θεσσαλονίκης) Görögország Szaloniki városában található épülő metróhálózat. Ha elkészül, két vonalból fog állni, melyen 34 állomás lesz. 2020 végén a 34 állomásból 18 építés alatt állt, 16 további pedig tervezés alatt. A hálózat teljes hossza, ha mindkét vonal elkészül, 31,6 km.
A vágányok 1435 mm-es nyomtávolságúak lesznek, az áramellátás harmadik sínből történik majd, a feszültség 750 V egyenáram lesz. Tulajdonosa a Attiko Metro S.A..
A forgalom várhatóan 2024-ben fog megindulni. A tervezett napi utasforgalom 320 000 fő.[forrás?]